# Raquel Pelta
Raquel Pelta Resano es una historiadora del diseño española, autora de libros y artículos de revistas especializadas. Destaca por sus aportaciones al diseño y su trabajo tanto de creación como de investigación sobre esta materia. Ha sido reconocida por diferentes administraciones como el Ayuntamiento de Barcelona o la Universidad de Barcelona y también por profesionales del diseño gráfico como la Asociación de Diseñadores Gráficos del Fomento de las Artes y el Diseño (ADG-FAD) de Barcelona o la Revista Gràffica.   

## Trayectoria
Es Licenciada en Geografía e Historia y en Comunicación Audiovisual, Publicidad y Relaciones Públicas, además de tener un máster en Sociedad de la Información y del Conocimiento y otro en Trabajo Social, Estado del Bienestar y Metodologías de Intervención Social. Se doctoró en Historia del Diseño por la Universidad de Barcelona (Facultad de Bellas Artes), con premio extraordinario a su tesis doctoral Diseño y Diseños Gráficos. 1984-1999. Quince años de debates ideológicos. (El ámbito anglosajón).
En marzo de 2006 entró a formar parte del profesorado de la Facultad de Bellas Artes de la Universidad de Barcelona y siendo también miembro del grupo de investigación GRACMON. También fue docente en varios centros como el Instituto Europeo di Design (IED), donde además dirigió la Escuela de Másteres, la Escuela Massana, la Universidad Rey Juan Carlos, la Universidad de Valladolid, el Colegio Universitario de Segovia o la Escuela Superior de Diseño Elisava, donde entre 2004 y 2006 fue Jefa del área de Humanidades. De junio de 2001 a junio de 2004, se ocupó de la dirección de la revista de diseño y comunicación Visual. Entre 2006 y 2008, fue asesora de la colección de Diseño de la editorial Gustavo Gili. Fundó la revista online Monográfica de la que es codirectora y que obtuvo el Premio Ciudad de Barcelona en 2012. En 2004, fundó y comenzó a dirigir el Congreso Internacional de Tipografía, que se celebra en Valencia con carácter bienal.
Ha impartido conferencias en diversos centros e instituciones y comisariado exposiciones para el Museo Nacional Centro de Arte Reina Sofía como Enric Crous Vidal y la Grafía Latina, Imágenes para el cine. Eduardo Muñoz Bachs, Diseñadores para un libro: Homenaje al Quijote, García Fonts & Co. Diez años de tipografía independiente en España, Sin límites. Visiones del diseño actual, Diseñadores para un mito. Homenaje a Toulouse Lautrec, Carteles contra una guerra y 100% Catalan Design. Además, es comisaria de la exposición permanente ¿Diseñas o trabajas? La nueva comunicación visual. 1980-2003, en el Museo del Diseño de Barcelona.

## Reconocimientos
En 2011, fue galardonada por los Premios Gràffica, que se celebran cada año en España para poner en valor el trabajo de profesionales de la creatividad, el diseño gráfico y la cultura visual, por su aportación a la investigación en la historia del diseño gráfico español y su capacidad para impulsar proyectos en torno al diseño. Al año siguiente, en 2012, la revista Monografica, bajo la dirección de Pelta, recibió el Premio Ciudad de Barcelona del Ayuntamiento de Barcelona por su aportación al diseño.
La Asociación de Diseñadores Gráficos del Fomento de las Artes y del Diseño (ADG-FAD) de Barcelona, de la que es vocal en su Junta Directiva, reconoció a Pelta en 2015 con el Laus de Honor por su aportación a la historia del diseño español. Además, es miembro del Patronato de la Fundación Historia del Diseño, que promueve la investigación sobre el diseño en el campo de la historia y vocal de la Junta Directiva de la Asociación Diseñadores de Madrid (DIMAD).

## Obra
- 2004 - Diseñar hoy, temas contemporáneos de diseño gráfico (1998-2003), Paidós Ibérica. ISBN 978-8449315336.
- 2004 - Secretos, Pfonema Book, en colaboración con Enric Aguilera. ISBN 84-89994-71-4.
- 2005 - Clase: comunicació gràfica, Blur. ISBN 84-609-6241-5.
- 2007 - 100 posters para un siglo: Fundación Pedro Barrié de la Maza. En coautoría con Balthasar Zimmermann y Chris Randle. Fundación Pedro Barrié de la Maza. ISBN 978-84-95892-58-4.